# 淡路市立岩屋中学校
淡路市立岩屋中学校（あわじしりついわやちゅうがっこう）は兵庫県淡路市岩屋にある日本の公立学校である。

## 概要
淡路島の北端に位置し、神戸・明石方面への玄関口として陸海上交通の要衝にある。1947年に岩屋町立岩屋中学校が創立し、1956年の北淡路5町の合併により、淡路町立岩屋中学校が創立した。1993年に現在のユニークな校舎、体育館が竣工した。2005年には津名郡5町の合併により淡路市立岩屋中学校となり現在に至る。

## 歴史
- 1947年 (昭和22年) - 岩屋町立岩屋中学校創立。
- 1956年4月1日 (昭和31年) - 淡路町立岩屋中学校創立。
- 1993年 (平成5年) - 現校舎、体育館竣工
- 1997年 (平成9年) - 創立50周年記念式典
- 2004年 (平成16年) - 校木、校花制定
- 2005年4月1日 (平成17年) - 淡路市立岩屋中学校と改称。

## 部活動
- 野球部
- ソフトテニス部
- 女子バレーボール部
- 美術部

## 通学区域
- 岩屋、南鵜崎、楠本・夢舞台（淡路市立石屋小学校）[1]

## 通学区域が隣接している学校
- 淡路市立東浦中学校
- 淡路市立北淡中学校

## アクセス
- 神戸淡路鳴門自動車道　淡路ICから車で1分
- 岩屋中学校前バス停(あわ神あわ姫バス・高速バス大磯号（本四海峡バス・西日本ジェイアールバス）・淡路市岩屋コミュニティバス)